# 마리오 멘도사
마리오 멘도사(Mario Mendoza, 1950년 12월 26일 ~ )은 멕시코의 야구 선수이자, 전 메이저 리그 베이스볼 선수이다.

## 멘도사 라인
마리오 멘도사는 선수시절 대개 2할 언저리의 타율을 기록하였는데, 이를 빗대어 캔자스 시티 로열스의 강타자 조지 브렛 선수가 그 선수의 타율과 관련한 인터뷰를 하였고, 결국 규정타석을 채우고도 2할 정도의 타율을 기록한 타자들을 지칭하는 용어가 되었다.

## 같이 보기
- 멘도사 라인

## 참조
1. ↑  호세 발렌틴, 공포의 '멘도사 라인' 《스포츠서울》, 2004년 12월 26일 작성